# 1931 en arts plastiques
| Années des arts plastiques : 1928 - 1929 - 1930 - 1931 - 1932 - 1933 - 1934    |
| Décennies des arts plastiques : 1900 - 1910 - 1920 - 1930 - 1940 - 1950 - 1960 |

Cette page concerne l'année 1931 en arts plastiques.

## Événements
- Abstraction-Création, collectif d'artistes formé à Paris pour contrer l'influence du groupe des surréalistes dirigé par Breton.
- Pino della Selva (1904-1987), peintre, graveur et sculpteur venant de Catane (Sicile, s'installe à Paris.
- Fin de la première campagne de restauration du temple de Portunus sur le forum Boarium à Rome[1].

## Œuvres
- Objet scatologique à fonctionnement symbolique, sculpture de Salvador Dalí.
- La Bible : Abraham et Isaac en route vers le lieu du sacrifice, peinture de Marc Chagall
- Julio González produit sa plus grande œuvre la femme se coiffant 1.

## Naissances
- 18 janvier : Philippe Mitschké, peintre français († 24 juin 2012),
- 19 janvier : Huguette Caland, peintre, sculptrice et créatrice de mode libanaise († 23 septembre 2019),
- 31 janvier : Myriam Bat-Yosef, peintre, sculptrice et performeuse israélo-islandaise († 8 octobre 2023),
- 1er février :
  - Roger Lorin, peintre et sculpteur français († 4 juin 1991),
  - Oswald Oberhuber, peintre, sculpteur et graphiste autrichien († 17 janvier 2020),
- 4 février : Roland Lefranc, peintre et lithographe français († 24 août 2000),
- 5 février : Jean-Pierre Le Bras, peintre français († 23 juillet 2017),
- 6 février :
  - Siegfried Laske, peintre péruvien († 6 décembre 2012),
  - René Villiger, peintre suisse († 22 octobre 2010),
- 7 février : Gab Smulders, peintre néerlandais († 16 avril 2014),
- 19 février : André Dubois, historien de l'art, collectionneur d'art et peintre français († 2004),
- 26 février : José Luis Cuevas, peintre, muraliste, graveur, sculpteur et illustrateur mexicain († 3 juillet 2017),
- 1er mars :
  - Ang Kiukok, peintre philippine († 9 mai 2005),
  - Bahman Mohassess, peintre, sculpteur, poète, auteur de pièces de théâtre et traducteur iranien († 28 juillet 2010),
- 3 mars : Abdallah Benanteur, peintre et graveur algérien,
- 6 mars : Jean-Pierre Girerd, caricaturiste, illustrateur et peintre français († 17 octobre 2018),
- 16 mars : Maduzac (Marguerite Dunoyer de Segonzac, dite), peintre française († 10 novembre 2019),
- 20 mars : Atila Biro, peintre français d'origine hongroise († 22 mars 1987),
- 25 mars : Jack Chambers, peintre canadien,
- 1er avril :
  - Alain-Adrien Fournier, peintre aquarelliste et graveur français († 19 mai 1983),
  - Fernando Puig Rosado, illustrateur espagnol († 25 septembre 2016),
- 1er mai : Jean-Louis Faure, sculpteur et peintre français († 19 février 2022),
- 29 mai : Jean-Louis Tamvaco, peintre, homme d'affaires, historien du théâtre et de l'opéra et collectionneur français († 17 février 2015),
- 3 juin : José T. Joya, peintre et graveur philippin († 11 mai 1995),
- 5 juin : François Szulman, peintre figuratif français († 26 décembre 2024),
- 7 juin :
  - David C. Driskell, peintre, écrivain, essayiste et historien de l'art américain († 1er avril 2020),
  - Malcolm Morley, peintre et sculpteur britannique et américain († 1er juin 2018),
- 11 juin : Jean Linard, céramiste, sculpteur, peintre, graveur et architecte français († 17 février 2010),
- 17 juin : John Baldessari, artiste conceptuel américain,
- 23 juin : Urs Jaeggi, sociologue, écrivain et artiste visuel suisse († 12 février 2021),
- 30 juin : Joyce Wieland, peintre et réalisatrice canadienne († 27 juin 1998),
- 2 juillet : Bertrand Dorny, peintre et graveur français († 19 juin 2015),
- 22 juillet : Bernard Conte, peintre français († 13 mai 1995),
- 27 juillet : Mahmoud Sehili, peintre tunisien († 10 octobre 2015),
- 3 août : Jacqueline Oyex, peintre et graveuse suisse († 3 juin 2006),
- 11 août : Ralph Hotere, peintre et sculpteur néo-zélandais († 24 février 2013),
- 20 août : Bernd Becher, photographe allemand ( † 22 juin 2007),
- 21 août : Alain Gauthier, peintre, affichiste, dessinateur de presse et illustrateur français († 3 avril 2020),
- 27 août : Roman Opałka, peintre franco-polonais ( † 6 août 2011),
- ? août : John Knapp-Fisher, peintre britannique († 21 février 2015),
- 13 septembre : Charles Matton, peintre, sculpteur, illustrateur, écrivain, photographe, vidéaste, scénariste et réalisateur de cinéma français († 19 novembre 2008),
- 22 septembre : Paul Quéré, peintre, potier et poète français († 30 juillet 1993),
- 24 septembre : Gilberto Aceves Navarro, peintre et sculpteur mexicain († 20 octobre 2019),
- 6 octobre : Werner Zurbriggen, peintre et graphiste suisse († 8 décembre 1980),
- 12 octobre : Michel Trinquier, peintre français,
- 22 octobre : Yehuda Neiman, peintre et photographe polonais († 4 juillet 2011),
- 26 octobre : Jacques Bollo, peintre italien († 31 mai 2013),
- 8 novembre :
  - George Maciunas, artiste fondateur du mouvement fluxus,
  - Choukri Mesli, peintre algérien († 13 novembre 2017),
- 10 novembre : Albert Vagh Weinmann, peintre français († 13 avril 1983),
- 4 décembre : Michèle Andal, peintre et graveuse française († 7 mars 2016),
- 5 décembre : Robert Nicoïdski, peintre suisse († 23 octobre 1996),
- 11 décembre : Giò Stajano, écrivaine, journaliste, actrice et peintre italienne († 26 juillet 2011),
- 19 décembre : Pierre Gessier, peintre et céramiste français († 17 février 2007),
- 22 décembre : Roger Amand, peintre français († 6 juin 2005),
- 25 décembre : Uzo Egonu, peintre, graveur et designer nigérian actif en Angleterre († 14 août 1996),
- 28 décembre : Pietro Diana, imprimeur, graveur, dessinateur et créateur d'automates italien († 12 octobre 2016),
- 31 décembre : Francis Maugard, peintre, poète et médecin français († 28 décembre 2021),
- Date précise inconnue ou non renseignée :
  - Roger Bensasson, peintre français,
  - Jean Brisson-Duval, peintre et sculpteur français († 1999),
  - Mario De Berardinis, peintre d’affiches de cinéma italien († 1977),
  - Inaba Haruo, peintre japonais,
  - Saito Juichi, graveur japonais,
  - Yūsuke Aida, designer et céramiste japonais,
  - Victor Sarfati, peintre et professeur de peinture tunisien († 1er février 2015).

## Décès
- 5 janvier : Henry Ebel, peintre et décorateur français (° 3 juillet 1849),
- 6 janvier : Harry Clarke, peintre-verrier et illustrateur irlandais (° 17 mars 1889),
- 7 janvier : Achille Cattaneo, peintre italien (° 30 novembre 1872),
- 11 janvier : Giovanni Boldini, peintre et illustrateur italien (° 31 décembre 1842),
- 13 janvier : Jules-Justin Claverie, peintre paysagiste français (° 6 juin 1859),
- 14 janvier : Paul Maurou, peintre et imprimeur-lithographe français (° 25 juillet 1848),
- 15 janvier :
  - Édouard-Jean Dambourgez, graveur et peintre français (° 14 novembre 1844),
  - Janusz Nawroczyński, peintre polonais (° 16 septembre 1884),
  - Adrien Schulz, peintre et céramiste français (° 12 février 1851),
- 23 janvier : Jules-Charles Aviat, peintre français (° 26 juin 1844),
- 25 janvier : Charles-Louis Houdard, peintre et graveur français (° 4 septembre 1855),
- 26 janvier : César Pattein, peintre français (° 30 septembre 1850),
- 1er février : Honoré Cavaroc, peintre et photographe français (° 18 décembre 1846),
- 4 février : Herman Frederik Carel ten Kate, explorateur, peintre et anthropologue néerlandais (° 23 juillet 1858),
- 10 février : Eugen de Blaas, peintre italien (° 24 juillet 1843),
- 12 février : Édouard Vimont, peintre français (° 8 août 1846),
- 13 février :
  - Martin Feuerstein, peintre germano-alsacien (° 6 janvier 1856),
  - Narashige Koide, peintre et illustrateur japonais (° 13 octobre 1887),
- 15 février : Nicolae Petrescu-Găină, caricaturiste roumain (° 31 mars 1871),
- 21 février : Rhona Haszard, peintre néo-zélandaise (° 21 janvier 1901),
- 28 février : Eugène Béjot, peintre et graveur français (° 31 août 1867),
- 10 mars : Georges Fournier, peintre, céramiste et photographe français (° 15 septembre 1855),
- 23 mars : Sadami Yokote, peintre figuratif japonais (° 1899),
- 24 mars : Ernest Quost, peintre français (° 24 février 1842),
- 31 mars : Édouard Michel-Lançon, peintre français (° 20 octobre 1854).
- 1er avril : Paul Guignebault, peintre, dessinateur et graveur français (° 15 avril 1871),
- 2 avril : Clovis Frédéric Terraire, peintre et musicien français (° 14 novembre 1858),
- 7 avril : Theo van Doesburg, peintre, architecte et théoricien de l'art néerlandais (° 30 août 1883),
- 14 avril :
  - Albert Siffait de Moncourt, peintre français (° 17 décembre 1858),
  - Kazimierz Zieleniewski, peintre et aquarelliste polonais (° 6 février 1888),
- 15 avril : Jacob Hägg, officier naval et peintre de marines suédois (° 21 juillet 1839),
- 16 avril : Cesare Mauro Trebbi, peintre et lithographe italien (° 3 juin 1847),
- 25 avril : Abraham Mintchine, peintre russe puis soviétique (° 4 avril 1898),
- 27 avril : Octave Morillot, peintre français (° 29 août 1878),
- 30 avril : Marguerite Pinès de Merbitz, peintre française (° 17 juin 1845),
- 13 mai : Robert Noir, peintre, illustrateur et aquarelliste français (° 16 mai 1864),
- 25 mai : Étienne Tournès, peintre français (° 10 avril 1855),
- 31 mai : Willy Stöwer, peintre allemand (° 22 mai 1864),
- 2 juin : Jules Lagae, sculpteur belge (° 15 mars 1862),
- 13 juin : Richard Ranft, peintre paysagiste, dessinateur et graveur suisse (° 18 juillet 1862),
- 14 juin : Giuseppe Mentessi, peintre italien (° 29 septembre 1857),
- 3 juillet : Alexis Axilette, peintre français (° 10 octobre 1860),
- 7 juillet : Pierre-Paul-Léon Glaize, peintre français (° 3 février 1842),
- 17 juillet : Jean Henri Tayan, peintre et décorateur français (° 17 juillet 1855),
- 18 juillet : Hermann Hendrich, peintre allemand (° 31 octobre 1854),
- 1er août : André Delaistre, peintre paysagiste français (° 10 septembre 1865),
- 5 août : Henri Jourdain, peintre, sculpteur, dessinateur, graveur et illustrateur français (° 30 novembre 1863),
- 6 septembre : Marcel-Lenoir (Jules Oury), peintre, dessinateur, lithographe, bijoutier, enlumineur français (° 11 mai 1872),
- 19 septembre : Sergueï Svetoslavski, peintre paysagiste russe puis soviétique (° 6 octobre 1857),
- 29 septembre : William Orpen, peintre portraitiste irlandais (° 27 novembre 1878),
- 30 septembre : Ernest de Chamaillard, peintre français de l'École de Pont-Aven (° 9 décembre 1862),
- 1er octobre : Gabriel Desrivières,  peintre français (° 25 janvier 1857),
- 10 octobre : Jean Camille Bellaigue, dessinateur publicitaire, illustrateur de livres, aquarelliste, graveur et médailleur français (° 2 avril 1893),
- 11 octobre : Emilio Borsa,  peintre de genre et de paysages italien (° 6 mai 1857),
- 18 octobre : Lesser Ury, peintre et graveur allemand (° 7 novembre 1861),
- 12 novembre : William Barbotin, peintre, sculpteur et graveur français, collaborateur de la presse libertaire (° 25 août 1861),
- 14 novembre : Auguste Oleffe, peintre belge (° 17 avril 1867),
- 17 novembre :
  - Helmut Kolle, peintre allemand (° 24 février 1899),
  - Adelia Armstrong Lutz, peintre américaine (° 25 juin 1859),
- 5 décembre : Willem Bastiaan Tholen, peintre, dessinateur et graveur néerlandais (° 13 février 1860),
- 11 décembre : Willem de Zwart, peintre et graveur néerlandais (° 16 mai 1862),
- 23 décembre : Pierre Laprade, peintre et graveur français (° 25 juillet 1875),
- 26 décembre : Paul Baudoüin, peintre français (° 24 octobre 1844),
- 29 décembre : Émile Jourdan, peintre français (° 30 juillet 1860),